# Halle de Lagrasse
La halle de Lagrasse est une halle située à Lagrasse, en France.

## Localisation
La halle est située sur la commune de Lagrasse, dans le département français de l'Aude.

## Historique
L'édifice est classé au titre des monuments historiques en 1937.